# Полојка
Полојка (лат. Actitis hypoleucos) је птица селица из реда шљукарица. Име потиче од назива за плавну терасу река - полој, на којој се ова птица храни и гнезди. Честа је врста влажних станишта, а највише воли муљевите обале река, бара и језера на којима тражи храну.

## Опис
Дужина тела је 18 - 20,5 cm, а распон крила је од 35 cm до 39 cm. Пропорционално величини, врат и кљун су кратки, а реп је дугачак. Има зеленкасте ноге. Леђа су јој светлосмеђе боје, док је стомак бео. Од спрудника пијукавца је разликује бели „трегер” на раменима. Док је на обали, креће се брзо, са повременим заустављањем и померањем задњег дела тела горе-доле. Лети цик-цак и то тик изнад површине воде. У лету јој се примећује карактеристична бела пруга на крилима.

## Распрострањење и станиште
Гнезди се у скоро целој Европи, већем делу умерене и централне Азије, и у неким областима Блиског истока и Мале Азије. Упркос величини, ова барска птица лети до Африке, Јужне Азије и Аустралије где проводи зиму.
Неке од интересантних држава и острва где су забелажене на лутању су: Ангола, Аустралија, Боцвана, Брунеј, Вануату, Гуам, Јордан, Кокосова острва, Микронезија, Мадагаскар, Сао Томе и Принципе, Северна Маријанска Острва, Ускршња острва. Неке птице су залутале чак до САД, Фиџија и Новог Зеланда.
Насељава морске обале и континентална влажна станишта. Гнезда гради на шљунковитим и пешчаним обалама брзих планиниских потока и река, најчешће окружених шумама, као и на бранама, коповима шљунка и песка, заклоњеним морским обалама, али су гнезда налажена и на сувим планинским ливадама на 4000 метара надморске висине. У периоду сеобе је присутна на готово свим влажним стаништима.

## Биологија
Јаја полаже у плитка удубљења на земљи или шљунку, обично заклоњена травом, грмљем или у шумарку. Храни се малим бескичмењацима које проналази у муљу, као што су ларве инсеката, мекушци и црви. Ређе једе мале жабе, пуноглавце и рибе, али се се такође храни и бобицама и семењем биљака. Одрасле птице почињу са сеобом средином јула, док се млади селе у августу, када сакупе довољно масних наслага. Најчешће се селе ноћу. Процењује се да у Европи има од 794 000 до 1 460 000 парова.

## Полојка у Србији
Крајем 19. и у првој половини 20. века полојка је сматрана чак и бројном гнездарицом у Србији. У другој половини 20. века у Војводини је сматрана пролазницом. Неретко су бележени парови током репродуктивног периода уз речице и потоке у брдско-планинским подручјима. Сматра се вероватном гнездарицом јер никад до сада није пронађено гнездо, полог или младунци. Процена орнитолога је да се у Србији гнезди од 500 до 800 парова. Нажалост, тренд популације је оцењен као благо опадајући. Највише гнездећих парова има у Западној Србији (30—50 гнездећих парова). Врста је на зимовању евидентирана у малом броју. У Специјалном резервату природе „Засавица" су забележене, свега, две гнездеће територије ове врсте.
- Полојка на Црном Тимоку
- Одрасла и млада полојка. Птице су маркиране алуминијумским прстеновима у Специјалном резервату природе „Лабудово окно".
- Полојка на Ђердапу
- Полојка на Ђердапу
- Полојка на Ђердапу
- Полојка на Ђердапу
- Полојка снимљена на Дунаву у Београду